# Света Троица (Адам)
Вижте пояснителната страница за други значения на Света Троица.
„Света Троица“ (на гръцки: Ἁγίας Τριάδος) е средновековна православна църква в село Адам, Халкидики, Гърция, част от Йерисовската, Светогорска и Ардамерска епархия.
Параклисът е разположен южно от Адам в гористата клисура, наречена Корака фолия. Построен е през средновековието край смятан за свещен извор. В 1983 година аязмото с параклиса е обявено за паметник на културата.